# Бешевлярово
Бешевля́рово (рос. Бешевлярово, башк. Бишәүҙәр) — присілок у складі Салаватського району Башкортостану, Росія. Входить до складу Аркауловської сільської ради.
Населення — 220 осіб (2010; 265 в 2002).
Національний склад:
- башкири — 95 %